# Seznam armenskih slikarjev
Seznam armenskih slikarjev.

## A
- Ivan Konstantinovič Ajvazovski (Oganes Gajvazjan) (1817 – 1900)
- Mariam Aslamazian (1907 – 2006)

## G
- Arshile Gorky (r. Vostanik Manoug Adoian) (armensko-ameriški) (1904 – 1948)

## H
- Ara Harutyunyan (kipar)

## I
- Rafael Israelian (arhitekt)

## M
- Faraon Mirzojan (Փարավոն Միքայելի Միրզոյան) (*1949)

## N
- Dmitrij Nalbandjan (1906 – 1993)

## P
- Hovsep Pushman

## S
- Arshak Sarkissian (slikar, kipar, ...)
- Martiros Saryan
- Edvard Sasun
- Gregor Siltian (1900 – 1985) (arm.-italijanski)

## Z
- Ruben Zaharjan (1901 – 1993) (armensko-ruski)
- O. M. Zardarjan  (armensko-ruski)